# The Sentinel Asleep
The Sentinel Asleep è un cortometraggio muto del 1911 diretto da Thomas H. Ince.

## Produzione
Il film fu prodotto da Carl Laemmle per l'Independent Moving Pictures Co. of America (IMP).

## Distribuzione
Il film - un cortometraggi di 183 metri - uscì nelle sale statunitensi il 9 ottobre 1911, distribuito dalla Motion Picture Distributors and Sales Company. Nelle proiezioni, veniva programmato con il sistema dello split reel, accorpato in un'unica bobina con un altro cortometraggio, il documentario The Last G.A.R. Parade at Rochester, N.Y..
Non si conoscono copie ancora esistenti della pellicola che viene considerata presumibilmente perduta.